# Down Under Classic 2008
La Down Under Classic 2008, terza edizione della corsa ed apertura ufficiale del Tour Down Under 2008, si svolse il 20 gennaio 2008, per un percorso totale di 50 km a Glenelg, Australia. Fu vinto dal tedesco André Greipel, alla prima vittoria nella corsa.

## Ordine d'arrivo (Top 10)
| Pos. | Corridore          | Squadra         | Tempo    |
| ---- | ------------------ | --------------- | -------- |
| 1    | André Greipel      | High Road       | 1h09'20" |
| 2    | Mark Renshaw       | Crédit Agricole | s.t.     |
| 3    | Robbie McEwen      | Silence         | s.t.     |
| 4    | Allan Davis        | UniSA           | s.t.     |
| 5    | José Joaquín Rojas | C. d'Epargne    | s.t.     |
| 6    | Davide Viganò      | Quick Step      | s.t.     |
| 7    | Denis Flahaut      | Saunier Duval   | s.t.     |
| 8    | Mathew Hayman      | Rabobank        | s.t.     |
| 9    | Mirco Lorenzetto   | Lampre          | s.t.     |
| 10   | Peter Wrolich      | Gerolsteiner    | s.t.     |